# Typhochrestus bogarti
Typhochrestus bogarti là một loài nhện trong họ Linyphiidae.
Loài này thuộc chi Typhochrestus. Typhochrestus bogarti được Robert Bosmans miêu tả năm 1990.